# Tom Smith
Thomas James Smith (Nueva York, 12 de junio de 1840-Chapman Creek, Kansas, 2 de noviembre de 1870) fue un marshal del oeste estadounidense del siglo XIX en la localidad de Abilene, Kansas.

## Primeros años y llegada a Abilene
Los primeros años de Tom Smith son inciertos. Se ha especulado que nació en Nueva York, pero no hay documentación que lo respalde. En su juventud practicó el boxeo, y se enroló en la policía de la metrópoli. Sin embargo, debido a la muerte accidental de un chico dejó la institución en 1868. Se dirigió a Bear River en Wyoming, y trabajó en la Union Pacific Railroad, a la vez que ganaba reputación de buen peleador. Posteriormente se convirtió en marshal del poblado. Después de un tumulto debido al asesinato de un trabajador de los ferrocarrileros por parte de vigilantes, se ganó su sobrenombre de Bear River al enfrentarles. Por este incidente partió a Kit Carson en Colorado. En esta localidad trabajó, asimismo, como ejecutor de la ley. 
Desde 1867, la localidad de Abilene, Kansas, había tenido un repunte en sus actividades económicas con la llegada de la ganadería desde Texas. Al mismo tiempo, muchos cowboys y visitantes casuales provocaban trifulcas emborrachándose y armando balaceras. Los carteles puestos por las autoridades que advertían la ordenanza de no portar armas, eran agujereados a balazos. El alcalde, Theodore C. Henry, buscaba afanosamente quien ejerciera la autoridad en el poblado. Tom Smith se presentó para ofrecer sus servicios, pero Henry no se mostró muy convencido de su persona, a pesar de su cuerpo fornido y aspecto intimidante. Con el tiempo, algunos fueron contratados, pero rehuyeron ante la imposibilidad de domesticar los pendencieros. Henry, al final, mandó un mensaje a Tom Smith para anunciarle su contratación.

## Ejecutor de la ley
El 4 de junio de 1870 fue elegido marshal de la ciudad de Abilene con un salario mensual de US$150 más US$2 por personas arrestadas. Las intenciones de Smith —para ese entonces de unos treinta años y que montaba su caballo Silverheels— eran la de hacer efectiva la prohibición de portar de armas en el poblado, algo que fue efectivo en 48 horas, a pesar de la resistencia de algunos inconformes. 
En cierta ocasión, Smith confrontó al facineroso Big Hank Hawkins a quien demandó darle su pistola; pero ante la orden el tipo se negó. El marshal le conminó a hacerlo por segunda vez, y Hanks se negó nuevamente; entonces, Bear Smith le asestó un sorpresivo puñetazo que dejó mareado al presumido, y al instante le quitó el arma.
Otro rufián era Wyoming Frank, quien se hizo presente en la localidad buscando un duelo con Smith. Cuando el policía al fin le encontró, se acercó al tipo de frente mientras el bribón retrocedía. En su camino se introdujo en un saloon. Smith le demandó darle el arma; ante la negativa, el marshal le propinó un par de trompadas que botaron al sujeto, instante que aprovechó para quitarle la pistola. Frank dejó el poblado y nunca regresó. Smith ganó reputación por la manera como ejercía la autoridad, pues prefería utilizar sus puños —en lugar de las armas— para reducir a los revoltosos. Por estos hechos el representante de la ley se ganó el respeto de los residentes y las leyes se cumplieron a cabalidad. En agosto, después de una fructífera persecución de unos cuatreros, su salario fue elevado a US$225. 
Por otro lado, en septiembre, enfrentó con firmeza a los propietarios de burdeles y les conminó a retirarse del poblado. En su estadía sobrevivió a dos intentos de asesinato.

## Muerte
El 2 de noviembre de 1870, Smith se dirigió a un villorrio con órdenes de captura junto a su asistente. Iba en búsqueda de Andrew McDonnel, acusado del asesinato de un granjero de la vecindad. Al tener frente a frente al acusado le expresó el motivo de su llegada, pero McDonnel respondió con un tiro hacia el pecho del marshal. Smith logró responder al ataque e hirió al agresor. En un momento ambos estuvieron agarrados en plena lucha. De pronto, otro compinche, de nombre Moses Miles, golpeó a Smith en la cabeza con una pistola dejándole inconsciente. Acto seguido, con un hacha, casi descuartizó su cabeza. Mientras esto ocurría, su asistente huyó y dio noticias de los hechos. Ambos asesinos fueron capturados posteriormente del infame crimen en marzo de 1871. En abril del mismo año, Wild Bill Hickok fue contratado para tomar el puesto de Smith, pero no llegó a tener el mismo desempeño del afamado Bear River. 
El periódico Abilene Chronicle mostró estas palabras el 3 de noviembre:

El cuerpo del Sr. Smith fue traído la noche anterior, será enterrado mañana a las 10. El triste evento ha ensombrecido  nuestra localidad. Nuestros ciudadanos habían aprendido a respetar al Sr. Smith como un oficial que nunca rehuía a su deber. No tenía miedo, y sin embargo era un hombre reservado en la intimidad.  Vino a este lugar  la pasada primavera, cuando la ilegalidad controlaba la ciudad. Fue contratado de una vez como el jefe de policía, y el orden y la tranquilidad se impuso sobre los gritos y balazos de los rufianes que por dos años habían tenido a los ciudadanos  con miedo por sus vidas. Abilene debe mucha gratitud en memoria de Thomas James Smith, que nunca será suficiente. Aunque nuestra gente nunca permitirá  la ilegalidad que existió antes de su llegada, pasará  mucho tiempo antes que alguien le iguale como el modelo de policía que fue.

Tom Smith sería recordado, años después, por otro memorable residente, Dwight Eisenhower:  

De acuerdo a las leyendas de mi pueblo, él era cualquier cosa menos un inepto. Casi nunca portaba un arma…neutralizaba a los delincuentes con la fuerza de su personalidad y su tremenda capacidad de atleta. Un porrazo de su puño era aparentemente suficiente para derrotar a cualquier cowboy. Fue asesinado a traición.